# Stegosauridae
Los estegosáuridos (Stegosauridae) son una familia extinta de dinosaurios ornitisquios estegosaurianos. Esta familia es definida como el clado que incluye a todos los dinosaurios más cercanamente relacionados con Stegosaurus que con Huayangosaurus. El nombre Stegosauridae es por tanto un taxón basado en tallos tomado del género mejor conocido, Stegosaurus (que significa "lagarto con tejado"). La evidencia fósil de los estegosáuridos se ha encontrado en América del norte, Eurasia y África en rocas datadas desde finales del período Jurásico hasta el Cretácico, hace aproximadamente 165 y 125 millones de años, en las épocas del Kimmeridgiense hasta el Aptiense. Por otra parte, el clado hermano de Stegosauridae, los huayangosáuridos, solo son hallados en el Jurásico Medio.
La familia Stegosauridae incluye géneros bien conocidos como Stegosaurus, Dacentrurus, Miragaia, Loricatosaurus y Kentrosaurus, siendo situado el último en la base del clado. Como los otros estegosaurianos, los estegosáuridos eran herbívoros cuadrúpedos que presentaban unas características placas dorsales óseas. Se piensa que estas grandes placas erguidas y delgadas se alineaban parasagitalmente desde el cuello hasta casi el final de la cola. Las cola poseía en su extremo espinas pares, una disposición conocida como thagomizer. Se han propuesto posibles usos defensivos, de termorregulación y exhibición para estas placas dorsales, pero un estudio de la histología ontogénica de las placas y espinas sugiere que las mismas cumplirían diferentes funciones a lo largo del desarrollo vital de los estegosáuridos. Se considera que las espinas terminales de la cola habrían sido usadas por lo menos por los ejemplares adultos como un arma defensiva. Aun así, subsiste el debate sobre el propósito exacto de las placas en estos animales a lo largo de sus vidas.
Los estegosáuridos se distinguen de los huayangosáuridos en que los primeros habían perdido los dientes premaxilares plesiomórficos y las filas de escudos laterales a lo largo de su tronco. Más aún, los estegosáuridos se diferencian de los huayangosáuridos por sus largos y estrechos cráneos y sus patas traseras más largas que las delanteras. Sin embargo, estos dos rasgos no son diagnósticos de Stegosauridae debido a que pueden estar presentes con otros estegosaurianos basales diferentes a los huayangosáuridos.

## Descripción
Los restos craneanos de los estegosáuridos, como suele ocurrir en todos los estegosaurianos, son descubrimientos raros. De ahí que una parte significativa del conocimiento de su morfología craneana provenga de unos cuantos cráneos completos de Stegosaurus y restos fragmentarios de otros estegosáuridos. En general, los estegosáuridos tenían hocicos largos, bajos y estrechos con una mandíbula gruesa, en comparación a la de Huayangosaurus. Los estegosáuridos además carecían de dientes premaxilares.
Entre los estegosáuridos, solo se han encontrado espinas paraescapulares en Kentrosaurus, las cuales se proyectan posteriormente desde la parte inferior de las escápulas. estas espinas son largas, redondeadas y en forma de coma en vista lateral, con una base muy grande. Se creía que Loricatosaurus también poseía espinas paraescapulares, but Maidment et al. (2008) observaron que en el espécimen descubierto en el cual se describió esa espina, tenía una morfología completamente diferente de los especímenes de espinas paraescapulares de otros estegosaurianos. Sugirieron por lo tanto que esta podría ser en cambio una espina fragmentaria de la cola. La ausencia de espinas paraescapulares genuinas en otros estegosáuridos es considerada como una pérdida secundaria dado que muchos estegosaurianos basales como Gigantspinosaurus y Huayangosaurus han sido descubiertos con estas.
Los estegosáuridos también carecían de las filas de escudos laterales que corrían en sentido longitudinal a cada lado del tronco de los huayangosáuridos y los anquilosaurios, lo que indica otra pérdida secundaria de características plesiomórficas. Sin embargo la ausencia de estos escudos laterales y de los dientes premaxilares ya mencionados no son específicamente diagnósticos de los estegosáuridos, ya que se han registrado estos rasgos en otros estegosaurianos no huayangosáuridos, cuyas relaciones filogenéticas dentro de Stegosauria no son claras.

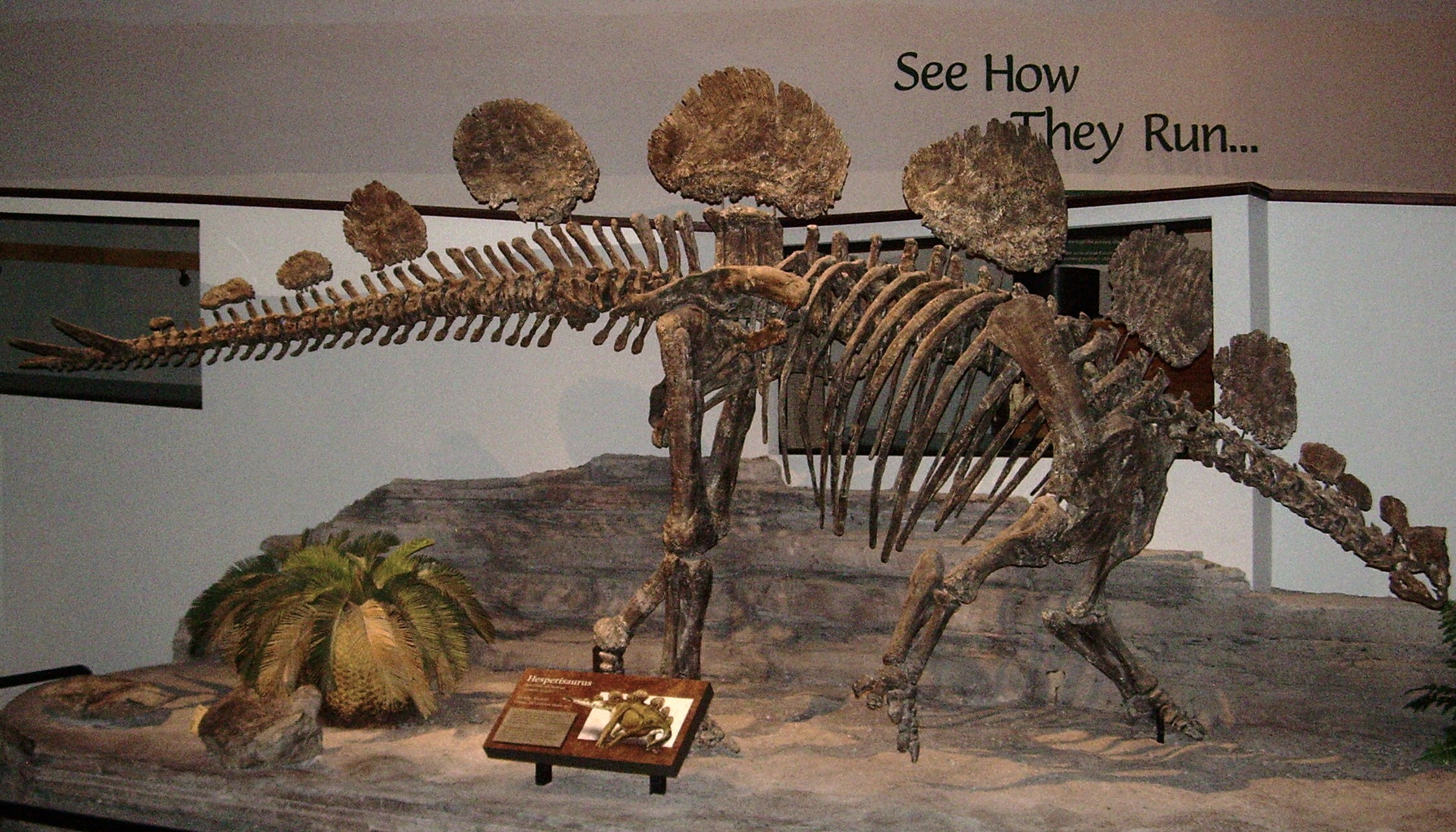
Esqueleto fósil de Hesperosaurus

### Placas y espinas
Los estegosáuridos presentan unos característicos osteodermos dorsales, hallados en todos los estegosaurianos, formando placas erguidas y espinas. Las placas de los estegosáuridos tienen una base y parte central gruesas, pero son delgadas transversalmente en el resto. Las placas son notablemente grandes y delgadas en Stegosaurus. Estas varían de tamaño a lo largo del dorso, y es la región central de la espalda la que usualmente tiene las placas más grandes y altas. La disposición de estas placas dorsales parasagitales ha sido intensamente debatida en el pasado. Othniel Charles Marsh sugirió que estas formaban una sola fila de placas en el medio, recorriendo el postcráneo a lo largo del eje longitudinal y Richard Swann Lull sostuvo que la serie de placas se disponían de forma aparejada bilateralmente, es decir, en dos filas con cada placa enfrente de la otra. El consenso científico actual sigue la propuesta de Charles W. Gilmore en la cual las placas se disponen en dos filas espaciadas y alternadas, siguiendo el descubrimiento de un esqueleto casi completo preservado de esa manera en la roca. Más aún, no hay dos placas que tengas el mismo tamaño y forma, lo que hace mucho menos probable la disposición de dos filas aparejadas. Usualmente se halla en estas placas unos distintivos surcos vasculares en sus superficies laterales, lo que sugiere la presencia de una red circulatoria. Los estegosáuridos también poseían pequeños osteodermos deprimidos en la garganta y dos pares de alargadas espinas en la cola.
En un análisis ontogénico de la histología de las placas y espinas de Stegosaurus, Hayashi et al. (2012) examinaron su estructura y función desde los juveniles hasta los adultos de mayor edad. Encontraron que a través de la ontogenia, los osteodermos dorsales se componían de densas fibras de colágeno osificadas tanto en las secciones corticales como esponjosas del hueso, lo que sugiere que las placas y espinas se formaban de la mineralización directa de redes fibrosas ya existentes en la piel. Sin embargo, las muchas características estructurales vistas en las placas y espinas de los especímenes maduros se adquirían en diferentes etapas del desarrollo. Extensas redes vasculares se formaban en las placas durante el cambio de juveniles a adultos jóvenes y persistían en los adultos más viejos pero las espinas solo adquirían un córtex grueso con un gran canal vascular axial en los individuos más maduros. Hayashi et al. sostuvieron que la formación de redes vasculares nutritivas en los adultos jóvenes soportaba el crecimiento de las grandes placas. Esto realzaría el tamaño del animal, lo cual puede haberle ayudado a atraer parejas y disuadir rivales. Más aún, la presencia de las redes vasculares en las placas de los jóvenes adultos indicarían un uso secundario de las placas como un dispositivo termorregulador para perder calor de la misma manera que las orejas de los elefantes, el pico de los tucanes o los osteodermos de los aligátores. El engrosamiento de la sección cortical del hueso y la compactación del mismo en las espinas terminales de la cola en los adultos mayores sugieren que eran usadas como armas defensivas, pero solo hasta alcanzar el último estado ontogénico. El desarrollo del gran canal axial de los adultos mayores a partir de los canales pequeños de los adultos jóvenes, facilitaba el crecimiento adicional de las espinas al incrementar la cantidad de nutrición suministrada. Por otra parte, las placas no muestran un grado similar de compactación de hueso o engrosamiento cortical lo que indica que no hubieran sido capaces de soportar mucho peso desde arriba. Esto indica que no eran tan importantes como las espinas en la defensa activa.
La naturaleza defensiva de las placas dorsales también ha sido cuestionada en el pasado por Davitashvili (1961) quien señaló que la estrecha localización de las placas dejaba los costados vulnerables. Dado que el patrón del placas y espinas variaban entre especies, él sugirió que podrían ser importantes para el reconocimiento intraespecífico y como medio de exhibición para la selección sexual. Esto fue corroborado por las observaciones de Spassov (1982) sobre que las placas estaban dispuestas para producir su máximo efecto de visibilidad al ser vistas lateralmente durante un comportamiento de competencia no agresiva, por contraste con una postura agresiva de frente.
El descubrimiento de una impresión de tejido cubriendo las placas tiene implicaciones para todas las posibles funciones de las placas de los estegosaurianos. Christiansen y Tschopp (2010) encontraron que este tejido era liso con surcos poco profundos, largos y paralelos que indican que una estructura queratinosa cubría las placas. La adición de beta-queratina, una proteína fuerte, hubiera permitido ciertamente que las placas sostuvieran más peso, lo que sugiere que pueden haber sido usadas para la defensa activa. Una cubierta de queratina también habría posibilitado extender la superficie de las placas para ser usadas como mecanismos de exhibición sexual, las cuales pudieron potencialmente haber estado coloreadas como los picos de algunas aves modernas. Al mismo tiempo este hallazgo implica que el uso de las placas para la termorregulación puede haber sido menos probable debido a que la cubierta de queratina habría hecho que la transferencia de calor desde el hueso fuera sumamente inefectiva.

## Clasificación

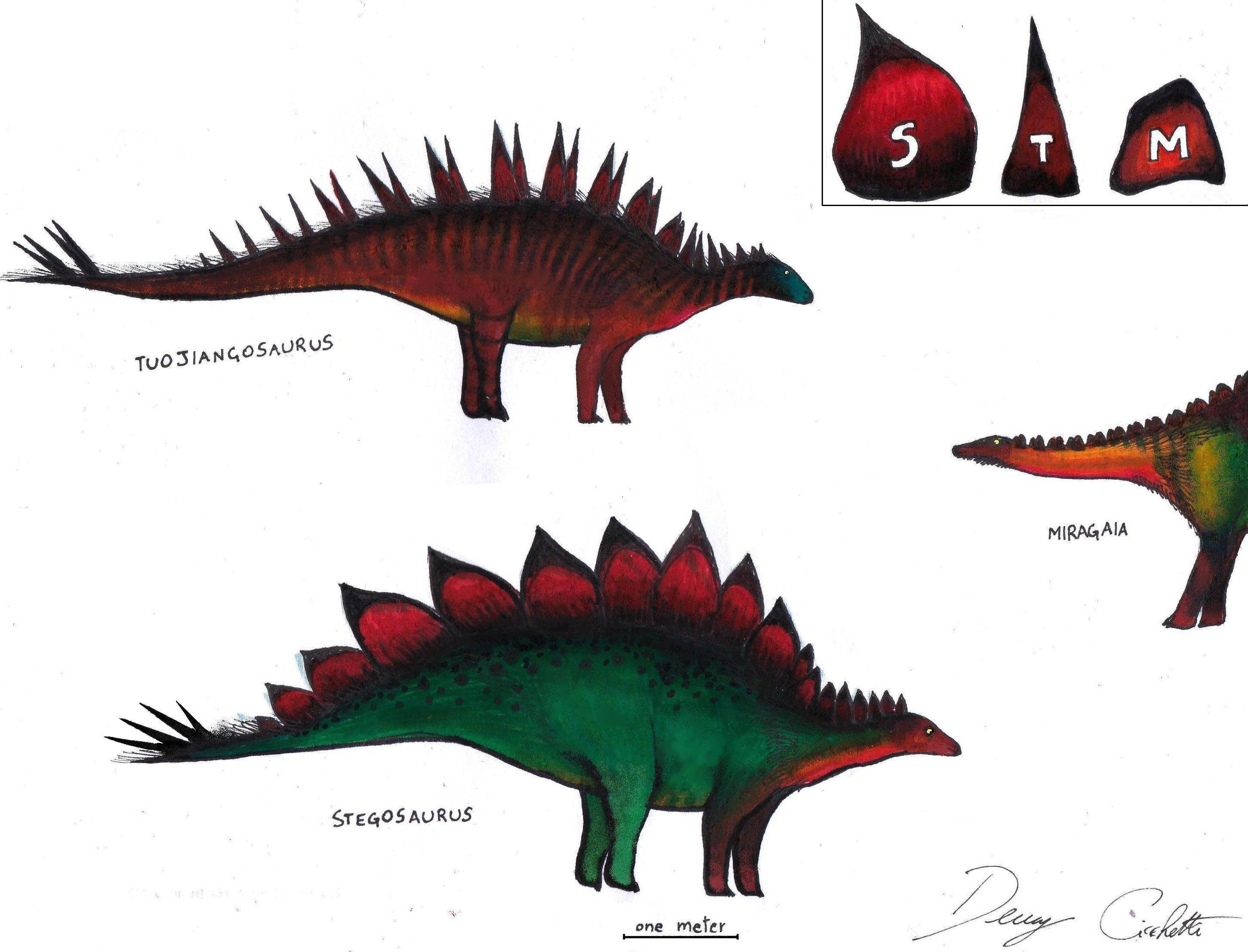
Ilustración comparativa de tres estegosáuridos.

En 1877, Othniel Marsh descubrió y nombró a Stegosaurus armatus, del cual se derivó el nombre de la familia "Stegosauridae" que erigida en 1880. En comparación con los Huayangosauridae, las sinapomorfias más notables de los Stegosauridae incluyen un gran antitrocánter (proceso supracetabular) en el ilion, un proceso prepúbico largo y un fémur muy largo en relación con la longitud del húmero. Adicionalmente, las costillas del sacro de los estegosáuridos tiene forma de letra T al ser vistas en sección transversal parasagital y las vértebras dorsales tienen un arco  neural alargado.
Los especímenes de estegosáuridos descritos originalmente bajo los géneros Wuerhosaurus y Hesperosaurus fueron referidos al género Stegosaurus, bajo los nombres Stegosaurus homheni y Stegosaurus mjosi, respectivamente, según el análisis de Maidment et al. (2010). De hecho, muchos especímenes de Stegosaurus que se creyó en principio que eran especies diferentes dentro de ese género, fueron todos reasignados a la especie Stegosaurus armatus. Esta reclasificación de los especímenes ocurrió después de que se encontrara que las diferencias entre estos ejemplares podría ser explicada por variación intraespecífica.
La estructura de la familia de los estegosáuridos ha sido debatida por un largo tiempo. Sin embargo, en dos de los más extensos análisis cladísticos de Stegosauria realizados hasta la fecha, el de Mateus et al. (2009) y el de Maidment (2010) presentaron relaciones filogenéticas similares dentro de Stegosauridae (ilustradas en el cladograma abajo). Las filogenias de mejor resolución situaron al por entonces nuevo estegosáurido de cuello largo Miragaia como taxón hermano de Dacentrurus formando el clado Dacentrurinae. Mateus et al. señalaron que tanto en Miragaia como en Dacentrurus, las costillas cervicales se sitúan posteriormente y el proceso púbico anterior es profundo dorsoventralmente y tiene una proyección dorsal en su punta anterior en vista lateral. Sus filogenias también indican que hay una relación de grupos hermanos entre el nuevo clado Dacentrurinae y el género Stegosaurus, apoyado por la presencia compartida de postzigapófisis en las vértebras cervicales que son alargadas y se proyectan hacia la faceta posterior del centro de las mismas. Dacentrurus era considerado anteriormente como un estegosáurido basal, pero el descubrimiento y observación de Miragaia han sugerido que es un taxón derivado.
|  | Huayangosaurus   |
|  |                  |
|  | Chungkingosaurus |
|  |                  |

|  | Dacentrurus |
|  |             |
|  | Miragaia    |
|  |             |

|  | Stegosaurus armatus                                                       |
|  |                                                                           |
|  | \| \| Stegosaurus homheni \| \| \| \| \| \| Stegosaurus mjosi \| \| \| \| |
|  |                                                                           |
|  | Stegosaurus homheni                                                       |
|  |                                                                           |
|  | Stegosaurus mjosi                                                         |
|  |                                                                           |

|  | Stegosaurus homheni |
|  |                     |
|  | Stegosaurus mjosi   |
|  |                     |

|  | Dacentrurus |
|  |             |
|  | Miragaia    |
|  |             |

|  | Stegosaurus armatus                                                       |
|  |                                                                           |
|  | \| \| Stegosaurus homheni \| \| \| \| \| \| Stegosaurus mjosi \| \| \| \| |
|  |                                                                           |
|  | Stegosaurus homheni                                                       |
|  |                                                                           |
|  | Stegosaurus mjosi                                                         |
|  |                                                                           |

|  | Stegosaurus homheni |
|  |                     |
|  | Stegosaurus mjosi   |
|  |                     |

|  | Dacentrurus |
|  |             |
|  | Miragaia    |
|  |             |

|  | Stegosaurus armatus                                                       |
|  |                                                                           |
|  | \| \| Stegosaurus homheni \| \| \| \| \| \| Stegosaurus mjosi \| \| \| \| |
|  |                                                                           |
|  | Stegosaurus homheni                                                       |
|  |                                                                           |
|  | Stegosaurus mjosi                                                         |
|  |                                                                           |

|  | Stegosaurus homheni |
|  |                     |
|  | Stegosaurus mjosi   |
|  |                     |

|  | Dacentrurus |
|  |             |
|  | Miragaia    |
|  |             |

|  | Stegosaurus armatus                                                       |
|  |                                                                           |
|  | \| \| Stegosaurus homheni \| \| \| \| \| \| Stegosaurus mjosi \| \| \| \| |
|  |                                                                           |
|  | Stegosaurus homheni                                                       |
|  |                                                                           |
|  | Stegosaurus mjosi                                                         |
|  |                                                                           |

|  | Stegosaurus homheni |
|  |                     |
|  | Stegosaurus mjosi   |
|  |                     |

|  | Dacentrurus |
|  |             |
|  | Miragaia    |
|  |             |

|  | Stegosaurus armatus                                                       |
|  |                                                                           |
|  | \| \| Stegosaurus homheni \| \| \| \| \| \| Stegosaurus mjosi \| \| \| \| |
|  |                                                                           |
|  | Stegosaurus homheni                                                       |
|  |                                                                           |
|  | Stegosaurus mjosi                                                         |
|  |                                                                           |

|  | Stegosaurus homheni |
|  |                     |
|  | Stegosaurus mjosi   |
|  |                     |

|  | Dacentrurus |
|  |             |
|  | Miragaia    |
|  |             |

|  | Stegosaurus armatus                                                       |
|  |                                                                           |
|  | \| \| Stegosaurus homheni \| \| \| \| \| \| Stegosaurus mjosi \| \| \| \| |
|  |                                                                           |
|  | Stegosaurus homheni                                                       |
|  |                                                                           |
|  | Stegosaurus mjosi                                                         |
|  |                                                                           |

|  | Stegosaurus homheni |
|  |                     |
|  | Stegosaurus mjosi   |
|  |                     |

|  | Dacentrurus |
|  |             |
|  | Miragaia    |
|  |             |

|  | Stegosaurus armatus                                                       |
|  |                                                                           |
|  | \| \| Stegosaurus homheni \| \| \| \| \| \| Stegosaurus mjosi \| \| \| \| |
|  |                                                                           |
|  | Stegosaurus homheni                                                       |
|  |                                                                           |
|  | Stegosaurus mjosi                                                         |
|  |                                                                           |

|  | Stegosaurus homheni |
|  |                     |
|  | Stegosaurus mjosi   |
|  |                     |

|  | Dacentrurus |
|  |             |
|  | Miragaia    |
|  |             |

|  | Stegosaurus armatus                                                       |
|  |                                                                           |
|  | \| \| Stegosaurus homheni \| \| \| \| \| \| Stegosaurus mjosi \| \| \| \| |
|  |                                                                           |
|  | Stegosaurus homheni                                                       |
|  |                                                                           |
|  | Stegosaurus mjosi                                                         |
|  |                                                                           |

|  | Stegosaurus homheni |
|  |                     |
|  | Stegosaurus mjosi   |
|  |                     |

|  | Dacentrurus |
|  |             |
|  | Miragaia    |
|  |             |

|  | Stegosaurus armatus                                                       |
|  |                                                                           |
|  | \| \| Stegosaurus homheni \| \| \| \| \| \| Stegosaurus mjosi \| \| \| \| |
|  |                                                                           |
|  | Stegosaurus homheni                                                       |
|  |                                                                           |
|  | Stegosaurus mjosi                                                         |
|  |                                                                           |

|  | Stegosaurus homheni |
|  |                     |
|  | Stegosaurus mjosi   |
|  |                     |

|  | Dacentrurus |
|  |             |
|  | Miragaia    |
|  |             |

|  | Stegosaurus armatus                                                       |
|  |                                                                           |
|  | \| \| Stegosaurus homheni \| \| \| \| \| \| Stegosaurus mjosi \| \| \| \| |
|  |                                                                           |
|  | Stegosaurus homheni                                                       |
|  |                                                                           |
|  | Stegosaurus mjosi                                                         |
|  |                                                                           |

|  | Stegosaurus homheni |
|  |                     |
|  | Stegosaurus mjosi   |
|  |                     |

|  | Dacentrurus |
|  |             |
|  | Miragaia    |
|  |             |

|  | Stegosaurus armatus                                                       |
|  |                                                                           |
|  | \| \| Stegosaurus homheni \| \| \| \| \| \| Stegosaurus mjosi \| \| \| \| |
|  |                                                                           |
|  | Stegosaurus homheni                                                       |
|  |                                                                           |
|  | Stegosaurus mjosi                                                         |
|  |                                                                           |

|  | Stegosaurus homheni |
|  |                     |
|  | Stegosaurus mjosi   |
|  |                     |

|  | Dacentrurus |
|  |             |
|  | Miragaia    |
|  |             |

|  | Stegosaurus armatus                                                       |
|  |                                                                           |
|  | \| \| Stegosaurus homheni \| \| \| \| \| \| Stegosaurus mjosi \| \| \| \| |
|  |                                                                           |
|  | Stegosaurus homheni                                                       |
|  |                                                                           |
|  | Stegosaurus mjosi                                                         |
|  |                                                                           |

|  | Stegosaurus homheni |
|  |                     |
|  | Stegosaurus mjosi   |
|  |                     |

|  | Dacentrurus |
|  |             |
|  | Miragaia    |
|  |             |

|  | Stegosaurus armatus                                                       |
|  |                                                                           |
|  | \| \| Stegosaurus homheni \| \| \| \| \| \| Stegosaurus mjosi \| \| \| \| |
|  |                                                                           |
|  | Stegosaurus homheni                                                       |
|  |                                                                           |
|  | Stegosaurus mjosi                                                         |
|  |                                                                           |

|  | Stegosaurus homheni |
|  |                     |
|  | Stegosaurus mjosi   |
|  |                     |

|  | Dacentrurus |
|  |             |
|  | Miragaia    |
|  |             |

|  | Stegosaurus armatus                                                       |
|  |                                                                           |
|  | \| \| Stegosaurus homheni \| \| \| \| \| \| Stegosaurus mjosi \| \| \| \| |
|  |                                                                           |
|  | Stegosaurus homheni                                                       |
|  |                                                                           |
|  | Stegosaurus mjosi                                                         |
|  |                                                                           |

|  | Stegosaurus homheni |
|  |                     |
|  | Stegosaurus mjosi   |
|  |                     |

|  | Dacentrurus |
|  |             |
|  | Miragaia    |
|  |             |

|  | Stegosaurus armatus                                                       |
|  |                                                                           |
|  | \| \| Stegosaurus homheni \| \| \| \| \| \| Stegosaurus mjosi \| \| \| \| |
|  |                                                                           |
|  | Stegosaurus homheni                                                       |
|  |                                                                           |
|  | Stegosaurus mjosi                                                         |
|  |                                                                           |

|  | Stegosaurus homheni |
|  |                     |
|  | Stegosaurus mjosi   |
|  |                     |

|  | Dacentrurus |
|  |             |
|  | Miragaia    |
|  |             |

|  | Stegosaurus armatus                                                       |
|  |                                                                           |
|  | \| \| Stegosaurus homheni \| \| \| \| \| \| Stegosaurus mjosi \| \| \| \| |
|  |                                                                           |
|  | Stegosaurus homheni                                                       |
|  |                                                                           |
|  | Stegosaurus mjosi                                                         |
|  |                                                                           |

|  | Stegosaurus homheni |
|  |                     |
|  | Stegosaurus mjosi   |
|  |                     |

|  | Huayangosaurus   |
|  |                  |
|  | Chungkingosaurus |
|  |                  |

|  | Dacentrurus |
|  |             |
|  | Miragaia    |
|  |             |

|  | Stegosaurus armatus                                                       |
|  |                                                                           |
|  | \| \| Stegosaurus homheni \| \| \| \| \| \| Stegosaurus mjosi \| \| \| \| |
|  |                                                                           |
|  | Stegosaurus homheni                                                       |
|  |                                                                           |
|  | Stegosaurus mjosi                                                         |
|  |                                                                           |

|  | Stegosaurus homheni |
|  |                     |
|  | Stegosaurus mjosi   |
|  |                     |

|  | Dacentrurus |
|  |             |
|  | Miragaia    |
|  |             |

|  | Stegosaurus armatus                                                       |
|  |                                                                           |
|  | \| \| Stegosaurus homheni \| \| \| \| \| \| Stegosaurus mjosi \| \| \| \| |
|  |                                                                           |
|  | Stegosaurus homheni                                                       |
|  |                                                                           |
|  | Stegosaurus mjosi                                                         |
|  |                                                                           |

|  | Stegosaurus homheni |
|  |                     |
|  | Stegosaurus mjosi   |
|  |                     |

|  | Dacentrurus |
|  |             |
|  | Miragaia    |
|  |             |

|  | Stegosaurus armatus                                                       |
|  |                                                                           |
|  | \| \| Stegosaurus homheni \| \| \| \| \| \| Stegosaurus mjosi \| \| \| \| |
|  |                                                                           |
|  | Stegosaurus homheni                                                       |
|  |                                                                           |
|  | Stegosaurus mjosi                                                         |
|  |                                                                           |

|  | Stegosaurus homheni |
|  |                     |
|  | Stegosaurus mjosi   |
|  |                     |

|  | Dacentrurus |
|  |             |
|  | Miragaia    |
|  |             |

|  | Stegosaurus armatus                                                       |
|  |                                                                           |
|  | \| \| Stegosaurus homheni \| \| \| \| \| \| Stegosaurus mjosi \| \| \| \| |
|  |                                                                           |
|  | Stegosaurus homheni                                                       |
|  |                                                                           |
|  | Stegosaurus mjosi                                                         |
|  |                                                                           |

|  | Stegosaurus homheni |
|  |                     |
|  | Stegosaurus mjosi   |
|  |                     |

|  | Dacentrurus |
|  |             |
|  | Miragaia    |
|  |             |

|  | Stegosaurus armatus                                                       |
|  |                                                                           |
|  | \| \| Stegosaurus homheni \| \| \| \| \| \| Stegosaurus mjosi \| \| \| \| |
|  |                                                                           |
|  | Stegosaurus homheni                                                       |
|  |                                                                           |
|  | Stegosaurus mjosi                                                         |
|  |                                                                           |

|  | Stegosaurus homheni |
|  |                     |
|  | Stegosaurus mjosi   |
|  |                     |

|  | Dacentrurus |
|  |             |
|  | Miragaia    |
|  |             |

|  | Stegosaurus armatus                                                       |
|  |                                                                           |
|  | \| \| Stegosaurus homheni \| \| \| \| \| \| Stegosaurus mjosi \| \| \| \| |
|  |                                                                           |
|  | Stegosaurus homheni                                                       |
|  |                                                                           |
|  | Stegosaurus mjosi                                                         |
|  |                                                                           |

|  | Stegosaurus homheni |
|  |                     |
|  | Stegosaurus mjosi   |
|  |                     |

|  | Dacentrurus |
|  |             |
|  | Miragaia    |
|  |             |

|  | Stegosaurus armatus                                                       |
|  |                                                                           |
|  | \| \| Stegosaurus homheni \| \| \| \| \| \| Stegosaurus mjosi \| \| \| \| |
|  |                                                                           |
|  | Stegosaurus homheni                                                       |
|  |                                                                           |
|  | Stegosaurus mjosi                                                         |
|  |                                                                           |

|  | Stegosaurus homheni |
|  |                     |
|  | Stegosaurus mjosi   |
|  |                     |

|  | Dacentrurus |
|  |             |
|  | Miragaia    |
|  |             |

|  | Stegosaurus armatus                                                       |
|  |                                                                           |
|  | \| \| Stegosaurus homheni \| \| \| \| \| \| Stegosaurus mjosi \| \| \| \| |
|  |                                                                           |
|  | Stegosaurus homheni                                                       |
|  |                                                                           |
|  | Stegosaurus mjosi                                                         |
|  |                                                                           |

|  | Stegosaurus homheni |
|  |                     |
|  | Stegosaurus mjosi   |
|  |                     |

|  | Dacentrurus |
|  |             |
|  | Miragaia    |
|  |             |

|  | Stegosaurus armatus                                                       |
|  |                                                                           |
|  | \| \| Stegosaurus homheni \| \| \| \| \| \| Stegosaurus mjosi \| \| \| \| |
|  |                                                                           |
|  | Stegosaurus homheni                                                       |
|  |                                                                           |
|  | Stegosaurus mjosi                                                         |
|  |                                                                           |

|  | Stegosaurus homheni |
|  |                     |
|  | Stegosaurus mjosi   |
|  |                     |

|  | Dacentrurus |
|  |             |
|  | Miragaia    |
|  |             |

|  | Stegosaurus armatus                                                       |
|  |                                                                           |
|  | \| \| Stegosaurus homheni \| \| \| \| \| \| Stegosaurus mjosi \| \| \| \| |
|  |                                                                           |
|  | Stegosaurus homheni                                                       |
|  |                                                                           |
|  | Stegosaurus mjosi                                                         |
|  |                                                                           |

|  | Stegosaurus homheni |
|  |                     |
|  | Stegosaurus mjosi   |
|  |                     |

|  | Dacentrurus |
|  |             |
|  | Miragaia    |
|  |             |

|  | Stegosaurus armatus                                                       |
|  |                                                                           |
|  | \| \| Stegosaurus homheni \| \| \| \| \| \| Stegosaurus mjosi \| \| \| \| |
|  |                                                                           |
|  | Stegosaurus homheni                                                       |
|  |                                                                           |
|  | Stegosaurus mjosi                                                         |
|  |                                                                           |

|  | Stegosaurus homheni |
|  |                     |
|  | Stegosaurus mjosi   |
|  |                     |

|  | Dacentrurus |
|  |             |
|  | Miragaia    |
|  |             |

|  | Stegosaurus armatus                                                       |
|  |                                                                           |
|  | \| \| Stegosaurus homheni \| \| \| \| \| \| Stegosaurus mjosi \| \| \| \| |
|  |                                                                           |
|  | Stegosaurus homheni                                                       |
|  |                                                                           |
|  | Stegosaurus mjosi                                                         |
|  |                                                                           |

|  | Stegosaurus homheni |
|  |                     |
|  | Stegosaurus mjosi   |
|  |                     |

|  | Dacentrurus |
|  |             |
|  | Miragaia    |
|  |             |

|  | Stegosaurus armatus                                                       |
|  |                                                                           |
|  | \| \| Stegosaurus homheni \| \| \| \| \| \| Stegosaurus mjosi \| \| \| \| |
|  |                                                                           |
|  | Stegosaurus homheni                                                       |
|  |                                                                           |
|  | Stegosaurus mjosi                                                         |
|  |                                                                           |

|  | Stegosaurus homheni |
|  |                     |
|  | Stegosaurus mjosi   |
|  |                     |

|  | Dacentrurus |
|  |             |
|  | Miragaia    |
|  |             |

|  | Stegosaurus armatus                                                       |
|  |                                                                           |
|  | \| \| Stegosaurus homheni \| \| \| \| \| \| Stegosaurus mjosi \| \| \| \| |
|  |                                                                           |
|  | Stegosaurus homheni                                                       |
|  |                                                                           |
|  | Stegosaurus mjosi                                                         |
|  |                                                                           |

|  | Stegosaurus homheni |
|  |                     |
|  | Stegosaurus mjosi   |
|  |                     |

|  | Dacentrurus |
|  |             |
|  | Miragaia    |
|  |             |

|  | Stegosaurus armatus                                                       |
|  |                                                                           |
|  | \| \| Stegosaurus homheni \| \| \| \| \| \| Stegosaurus mjosi \| \| \| \| |
|  |                                                                           |
|  | Stegosaurus homheni                                                       |
|  |                                                                           |
|  | Stegosaurus mjosi                                                         |
|  |                                                                           |

|  | Stegosaurus homheni |
|  |                     |
|  | Stegosaurus mjosi   |
|  |                     |

|  | Dacentrurus |
|  |             |
|  | Miragaia    |
|  |             |

|  | Stegosaurus armatus                                                       |
|  |                                                                           |
|  | \| \| Stegosaurus homheni \| \| \| \| \| \| Stegosaurus mjosi \| \| \| \| |
|  |                                                                           |
|  | Stegosaurus homheni                                                       |
|  |                                                                           |
|  | Stegosaurus mjosi                                                         |
|  |                                                                           |

|  | Stegosaurus homheni |
|  |                     |
|  | Stegosaurus mjosi   |
|  |                     |

## Paleobiología

### Postura
Un modelo digital del material fósil de Kentrosaurus posicionando y manipulando sus articulaciones permitió inferir que los estegosáuridos pueden haber usado una postura erguida en sus extremidades, de modo similar a los mamíferos para su locomoción habitual pero usarían una postura extendida como la de un cocodrilo para los comportamientos defensivos. Esta pose extendida les hubiera permitido tolerar las grandes fuerzas laterales generadas al girar rápidamente su cola espinosa contra los depredadores del mismo modo que un mazo.

### Alimentación
Con el fin de explorar los hábitos de alimentación de los estegosáuridos, Reichel (2010) creó un modelo tridimensional de los dientes de Stegosaurus usando el programa ZBrush. Este modelo determinó que su fuerza de mordida era significativamente más débil que la de los perros labradores, los lobos y humanos. Este hallazgo sugiere que estos dinosaurios serían capaces de quebrar hojas y ramas pequeñas con sus dientes, pero no serían capaces de morder a través de un objeto grueso (de 12 milímetros o más de diámetro). La descripción de la flora jurásica de Parrish et al. (2004) de la Formación de Morrison la cual es rica en estegosáuridos apoya esta conclusión. La flora durante ese período estaba dominada por pequeñas plantas herbáceas estacionales de crecimiento rápido, las cuales los estegosáuridos podían consumir fácilmente si la reconstrucción de Reichel es correcta.
Mallison (2010) sugirió que Kentrosaurus puede haber usado una postura de trípode sosteniéndose con sus patas traseras y cola para doblar la altura a la cual podía ramonear, que por lo general era menos de un metro desde el suelo para los estegosáuridos. Esto desafía la idea de que los estegosaurianos eran principalmente consumidores de vegetación baja debido a sus cabezas pequeñas, cuellos y patas delanteras relativamente cortos, dado que la postura tripodal les hubiera dado acceso a los árboles jóvenes y arbustos altos.
Otra línea de evidencia que sugiere que algunos estegosáuridos pueden haber consumido más que solo vegetación baja fue el descubrimiento del estegosáurido con cuello largo Miragaia longicollum. El cuello de este dinosaurio tiene al menos 17 vértebras cervicales, las cuales fueron logradas gracias a la transformación de vértebras torácicas en cervicales y el posible alargamiento de los centros vertebrales. Esta cantidad supera a la de muchos dinosaurios saurópodos, los cuales alcanzaron el alargamiento de sus cuellos a través de mecanismos similares y tenían acceso a alimentos muy por encima del nivel del suelo.

### Dimorfismo sexual

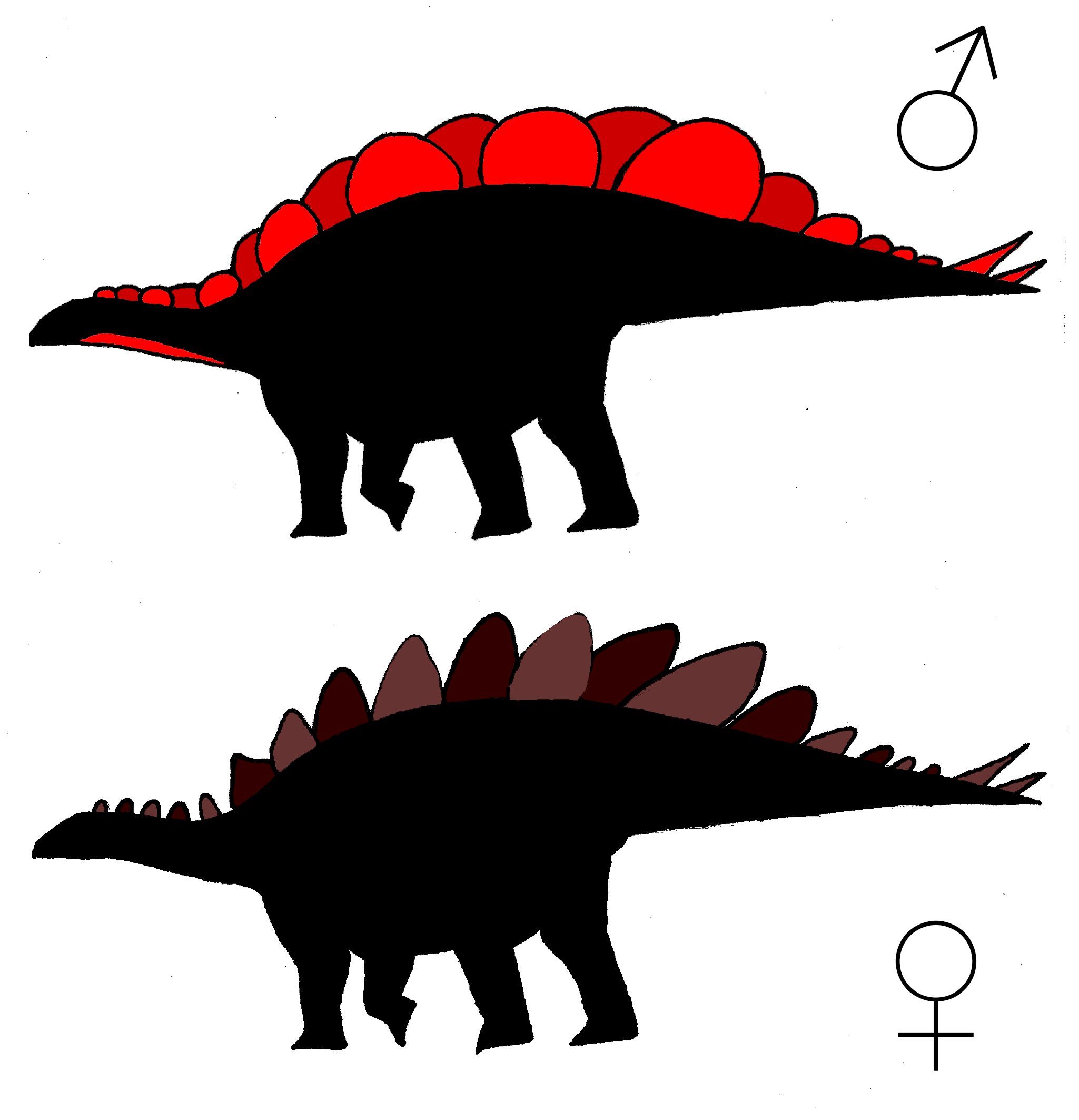
Dimorfismo sexual hipotético en Hesperosaurus mjosi, incluyendo variación en coloración y forma de las placas.

Se han hecho algunos hallazgos que sugieren un posible dimorfismo sexual en estegosáuridos. Saitta (2015) presentó evidencia de dos morfos en las placas dorsales de Hesperosaurus, con un morfo que tenía placas ovales anchas con un área de superficie 45% más grande que el otro morfo más estrecho y alto. Considerando que las placas dorsales probablemente funcionaban como estructuras de exhibición y que la forma ovalada permitía un mayor despliegue continuo, Saitta asignó al morfo más ancho con mayor superficie a los machos.
Kevin Padian, un paleontólogo de la Universidad de California en Berkeley, señaló que Saitta había identificado erróneamente características en las secciones del tejido óseo de su espécimen y dijo que “no hay evidencia de que el animal hubiera parado de crecer”. Paidan también expresó preocupaciones éticas sobre el uso de especímenes privados en este estudio.
Se ha sugerido que Kentrosaurus, Dacentrurus y Stegosaurus también manifestaban dimorfismo, expresado en tres vértebras del sacro adicionales en las hembras.